# Médée (De Morgan)
Pour les articles homonymes, voir Médée (homonymie).
Médée – en anglais Medea – est un tableau réalisé par la peintre britannique Evelyn De Morgan en 1889. De format vertical, cette huile sur toile est une peinture mythologique exécutée dans un style préraphaélite. Elle représente Médée en pied dans un palais en marbre de Corinthe, où Jason l'a délaissée en faveur de Glaucé. Vêtue d'une robe rose, la jeune femme tient une fiole de poison rouge duquel elle va imbiber une tunique destinée à sa rivale, par vengeance jalouse. Achetée en 1927, l'œuvre est conservée aux Williamson Art Gallery and Museum, à Birkenhead, dans le Merseyside.